# Emma Pierson (actrice)
Pour les articles homonymes, voir Pierson.
Emma Pierson, née le 30 avril 1981 à Plymouth, est une actrice britannique.

## Filmographie

### Cinéma
- 1998 : The Whisper, de Willie Christie (court-métrage) : …
- 1999 : Virtual Sexuality, de Nick Hurran : Fiona
- 1999 : Hôtel Paradiso, une maison sérieuse (Guest House Paradiso), d'Adrian Edmondson : Saucy Wood Nymph
- 2001 : Dumping Elaine de Peter Lydon (court-métrage) : la serveuse
- 2003 : Uncle Douglas de Sean Grundy (court-métrage) : Sarah Tomkinson
- 2010 : Barbie et le Secret des sirènes (Barbie in a Mermaid Tale) d'Adam L. Wood (vidéo) : Kayla (voix)
- 2011 : The Engagement de John Duigan : Rita
- 2011 : Nancy, Sid and Sergio de Craig Pickles (court-métrage) : …
- 2014 : Downhill de James Rouse : Jen
- 2015 : Absolutely Anything de Terry Jones : Mme Pringle

### Télévision
- 1999 : Grange Hill (série télévisée) : Becky Radcliffe (14 épisodes)
- 1999 : Days Like These (série télévisée) : Jackie Burget (7 épisodes)
- 2000-2001 : Beast (série télévisée) : Jade (12 épisodes)
- 2001 : Armstrong and Miller (série télévisée) : … (saison 4, épisodes 1,2,3 et 6)
- 2001 : Bedtime (série télévisée) : Sapphire (saison 1)
- 2001 : Absolutely Fabulous (série télévisée) : Kasha (saison 4, épisode 5 : Small Opening)
- 2002 : Seuls au bout du monde (Stranded) de Charles Beeson (téléfilm) : Sarah Robinson
- 2002 : I Saw You (série télévisée) : Zoé
- 2002 : Time Gentlemen Please (série télévisée) : Connie (saison 2. 12 épisodes)
- 2002 : Six Sexy (téléfilm) : Jennifer (saison 3, épisode 6 : The Girl with One Heart)
- 2002 : Les années Tony Blair (The Project) de Peter Kosminsky (téléfilm) : Juliette
- 2003 : Spine Chillers (série télévisée) : Emma (saison 1, épisode 7 : The Irredeemable Brain of Dr Heinrich Hunsecker)
- 2003 : Inspecteur Frost (série télévisée) : Alice Thompson (saison 10, épisode 3 : Held in Trust)
- 2003 : My Hero (série télévisée) : Dr Chelsea (saison 4, épisode 7 : Big)
- 2003 : Charles II: The Power & the Passion (mini-série) : Nell Gwynn (épisode 4)
- 2004 :  The Legend of the Tamworth Two de Metin Hüseyin (téléfilm) : Jenny West
- 2004 :  La Pire Semaine de ma vie (The Worst Week of My Life) (série télévisée) : Sophie Cook (saison 1)
- 2004 : The Last Chancers (série télévisée) : Kirby (épisodes 1 et 2)
- 2005 : Angell's Hell de Metin Hüseyin (téléfilm) : Flo
- 2005 : Bloodlines de Philip Martin (téléfilm) : Justine Hopkin
- 2005 : Twisted Tales (série télévisée) : Jane (saison 1, épisode 7 : The Irredeemable Brain of Dr Heinrich Hunsecker)
- 2005 : Riot at the Rite d'Andy Wilson (téléfilm) : Romola
- 2005 : The Brief (série télévisée) : Kelly Byrne (saison 2, épisode 3 : Forever on the Mind)
- 2006 : The Lives of the Saints de Chris Cottam et Rankin : Tina
- 2007 : Talk to Me (série télévisée) : Ally Jones / Ally
- 2007 : Who Gets the Dog ? de Nicholas Renton (téléfilm) : Tara Walker
- 2008 : La Petite Dorrit : Fanny Dorrit
- 2006-2009 : Hôtel Babylon (série télévisée) : Anna Thornton-Wilton
- 2010 : Money (mini-série)Money (mini-série) : Selina Street
- 2012 : Dead Boss (série télévisée) : Mrs. Bridges
- 2013 : Meurtres au paradis (Death in Paradise) (série télévisée) : Anna Jones (saison 2, épisode 3 : #2.3)
- 2013 : Love Matters (série télévisée) : Cox (épisode 2 : Officially Special)
- 2013 : Up the Women (série télévisée) : Eva